# Ардроссан (Великобритания)
Ардро́ссан (англ. Ardrossan, гэльск. Aird Rosain) — город на западном побережье Шотландии в округе Норт-Эршир.

## История
Ардроссан — город с почти тысячителетней историей. Замок, из поселений вокруг которого впоследствии и разросся город, датируется 1140 г. и первоначально принадлежал Симону де Морвилю, сыну Гуго де Морвиля, одного из рыцарей Вильгельма Завоевателя. Затем замок перешёл в собственность семьи Барклай, а в XIV в., когда умер, не оставив наследника мужского пола, Годфри Барклай де Ардроссан, перешёл через брак его дочери семье Эглинтон.